# 陳麗春

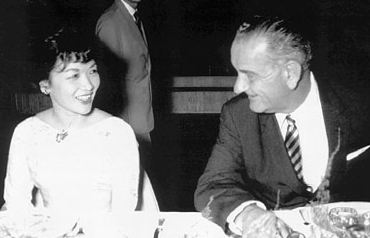
瑈夫人与美国总统约翰逊

陈丽春（發音：[t͡ɕən˨˩ le˧˨ʔ swən˧˧]；1924年8月22日—2011年4月24日），通称瑈夫人（bà Nhu，[ʔɓaː˨˩ ɲu˧˧]），出生于河内。其夫吴廷瑈是首任越南共和国总统吴廷琰的五弟兼总统顾问。

## 身世
陳麗春是承天府人，祖父陳文通曾任南定總督和北圻上審院總督，祖母是裴光炤的姐姐。父親陳文章曾留學法國，回國後擔任律師，在越南帝國曾任副首相兼外交部長，母親申氏南珍是東閣大學士申仲𢤮和堅太王幼女阮氏如璠之女。

## 生平

### 早年
她從小接受法文教育，就讀河內初級法語中學“阿爾貝‧薩羅中學”，喜愛芭蕾舞和鋼琴。
1943年同吴廷瑈结婚。婚后两人一齐放弃佛教信仰，改宗天主教。两人共有四名子女，感情融洽。
1946年，吳廷瑈的大哥吳廷魁因為拒絕跟越共合作而被活埋，吳廷琰被拘捕，吴廷瑈被迫藏身。陳麗春與女兒、婆婆被越共流放鄉村，幾乎喪命。之後一家人費盡心力會合，並逃往南方。

### 第一夫人
由于吴廷琰少年時曾失戀，一怒之下终身不娶，瑈夫人实际上扮演了第一夫人的角色。吴廷琰当政期间，瑈夫人曾试图将自己塑造成“当代徵氏姐妹”，提倡女权主义。1957年10月，瑈夫人在國會提出《家庭法》，禁止納妾、外婦、通姦、墮胎、避孕等，獲得一些婦女的支持，不過，这部法律并没有讓她的声誉提高多少，加上她及她家人的貪污、專制、屠殺異議分子，招致了民心背離。尤其迫害佛教、殺害僧侶等許多行为，超出了篤信佛法的南越传统道德范畴，反而使多數人们抱有不满。此外，瑈夫人心直口快，甚至是尖銳刻薄的言行，得罪很多當時常駐於西貢的美國記者，在他們報導的影響下，連美國輿論都開始反對瑈夫人。

### “龙夫人”
瑈夫人在皈依天主教后，对于佛教采取了极不宽容的态度。她的反佛情绪给吴廷琰和吴廷瑈施加了很大影响。甚至于有一次吴廷琰签署命令抚恤在抗议活动中死伤的佛教家庭时，瑈夫人向他泼了一勺汤。这些反佛表现加之以前一系列個性剛硬、內心殘忍的举动使瑈夫人在欧美国家有了“龙夫人”的绰号。
真正使瑈夫人声名远扬的事件正是1963年的释广德自焚事件。事件发生后瑈夫人开玩笑似的表示她“为看到一出和尚肉烧烤的好戏而鼓掌”（clap hands at seeing another monk barbecue show）；“让他们烤去，我们来拍手叫好就是”（let them burn and we shall clap our hands）。这些泯滅人性的話語，被美国傳媒報導之後，招来了世界性的不满，甚至激怒了一樣篤信天主教的美国总统肯尼迪，这也是杨文明將軍发动兵变的原因之一。

### 流亡和晚年
1963年11月杨文明发动政变，吴廷琰和吴廷瑈被政变军阮文戎少校乱枪打死于装甲车内。当时瑈夫人正和长女吴廷丽水在美国加州。第二年瑈夫人尝试重返南越但被拒绝。她后来辗转罗马去了巴黎。不久后的1967年4月，吴廷丽水在隆瑞莫死于车祸，瑈夫人往法国蔚蓝海岸居住。
1986年7月24日，瑈夫人的父母（陈文章夫妇）双双被絞死在位于华盛顿的家中，瑈夫人之弟陈文谦因此被指认为嫌疑人，但证据不足。
2011年4月24日因長期患病，病逝於意大利羅馬。

## 语录
- “让他们烤去，我们来拍手叫好就是”（Let them burn and we shall clap our hands）

- 肯尼迪遇刺后她对肯尼迪夫人杰奎琳·肯尼迪说：“现在你知道是什么感觉了”（Now you know what it feels like）